# Prävention
Prävention (lateinisch praevenire „zuvorkommen“, „verhüten“) bezeichnet Maßnahmen, die darauf abzielen, Risiken zu verringern oder die schädlichen Folgen von Krankheiten,  Katastrophen oder anderen unerwünschten Situationen abzuschwächen. Der Begriff der Vorbeugung wird synonym verwendet und kommt in Christoph Wilhelm Hufelands berühmten Ausspruch "Vorbeugen ist besser als Heilen" zum Ausdruck. Vorsorge bezeichnet das Maß an Bereitschaft und an Fähigkeit personeller und materieller Mittel sowie von Strukturen, Gemeinschaften und Organisationen zu einer wirksamen und raschen Katastrophenbewältigung, erzielt durch vorab durchgeführte Maßnahmen. Vorsicht hingegen "ist die Mutter der Porzellankiste".
Vorbeugende Maßnahmen trifft man z. B. in folgenden Bereichen: bei der Drogenprävention (z. B. Nichtraucherschutz), Gewaltprävention und Kriminalprävention, als Unfallverhütung unter anderem in den Bereichen der Arbeits- und der Verkehrssicherheit, im Kinderschutz (z. B. Prävention von Vernachlässigung, Gewalt und Missbrauch an Kindern in Familien), im Bereich der Pädagogik (siehe Prävention in der Pädagogik), als vorbeugender Brandschutz und als Krisenprävention in der Politik und Wissenschaft (z. B. Pandemieprävention).
Die Prävention ist in den letzten Jahrzehnten immer mehr in den Mittelpunkt von Gesundheits- und Sozialpolitik gerückt und in verschiedenen Bereichen der Medizin (siehe Krankheitsprävention) und der Zahnmedizin (siehe Prophylaxe in der Zahnmedizin) zu einem zentralen Handlungsfeld geworden.

## Abgrenzungen
Es kann unterschieden werden zwischen Verhaltensprävention, die gezielt auf das Handeln einzelner Personen ausgerichtet ist und Verhältnisprävention, welche auf das Umfeld, die Lebensumstände ausgerichtet wird.
Der Begriff wird außerdem weiter untergliedert nach dem Ansatzpunkt innerhalb des zeitlichen Verlaufs und der Form der Ausrichtung. 1957 führte die Commission on Chronic Illness eine Unterteilung in Primär- und Sekundärprävention ein, der bald darauf Tertiär-, Quartär- und Primordialprävention folgten. Seit Ende des 20. Jahrhunderts wird daneben auch in Programme zur universellen, selektiven und indizierten Prävention unterschieden. Dabei richtet sich Primärprävention ungezielt und noch vor Eintritt einer konkreten Gefährdung an alle potentiell betroffenen Personen, Primordialprävention insbesondere auf gesellschaftliche Risikofaktoren. Sekundärprävention bezeichnet speziell auf bereits als gefährdet angesehene Personengruppen ausgerichtete Programme, Tertiärprävention bezieht sich auf Intervention nach Eintritt des Ereignisses, die einer weiteren Verschlechterung des jeweiligen Zustandes entgegenwirken sollen. Quartärprävention bezeichnet Maßnahmen zur Rückfallprophylaxe oder auch Strategien zur Vermeidung unnötiger medizinischer Maßnahmen.
Losgelöst von der zeitlichen Dimension allein auf die Zielgruppe bezogen richtet sich universelle Prävention an die gesamte Bevölkerung, selektive Prävention an besonders gefährdete Personen und indizierte Prävention an bereits betroffene. Bei universell ausgerichteten Maßnahmen ist auch von Förderung die Rede – etwa im Gesundheitswesen, wo unterschieden wird zwischen Gesundheitsförderung einerseits und (Krankheits-)Prävention andererseits.
In den Straftheorien wird gesondert davon unterschieden in Generalprävention, die alle Mitglieder der Gesellschaft gleichermaßen betrifft, wie etwa die grundsätzliche Strafbarkeit einer Handlung, und Spezialprävention, die sich auf Einzelpersonen richtet, wie etwa das konkrete Verhängen einer Strafe.

## Weiterbildung
Angehörige unterschiedlicher Gesundheits-, Sozial- und Pädagogikberufe können sich über eine Weiterbildung zum Präventologen qualifizieren. Seit 2003 ist eine Ausbildung möglich, die aus einem einjährigen modularisierten Fernstudium mit Präsenzseminaren besteht, welches von der Bundesagentur für Arbeit zertifiziert ist. 2014 wurde der Berufsverband der Präventologen e. V. gegründet.

## Kritik
Maßnahmen zur Prävention wird eine große ökonomische Effizienz zugeschrieben. Entsprechend groß ist das Interesse seitens Politik und Wirtschaft, vielfach und weitreichend Programme zur Prävention einzuleiten und teilweise auch verpflichtend zu gestalten. Eine besondere Schwierigkeit entsteht, wenn die anfallenden Kosten, der zu erwartende Nutzen und der dafür notwendige Eingriff in die Persönlichkeitsrechte gegeneinander abgewogen werden müssen.

## Präventionsparadoxon
Das Präventionsparadoxon wurde erstmals 1981 vom Epidemiologen Geoffrey Rose beschrieben. Es beschreibt einen Grundsatz der Prävention, dass der individuelle Gesundheitsgewinn durch präventive Interventionen für Menschen mit hohem Gesundheitsrisiko groß ist, jedoch dadurch nur ein geringer Effekt für die Gesamtpopulation entsteht und – umgekehrt – der individuelle Gewinn für Menschen mit geringem Risiko klein ist trotz eines erheblichen Gesamteffekts durch präventive Maßnahmen für große Teile der Allgemeinbevölkerung. Es besteht eine Analogie zum Amdahlschen Gesetz.
Beispielsweise kann bei der Durchführung einer Präventionsmaßnahme für viele Personen mit leicht erhöhtem Blutdruck – was ein geringes Krankheitsrisiko darstellt – die Sterblichkeit durch kardiovaskuläre Erkrankungen der Gesamtbevölkerung gesenkt werden, auch wenn Einzelpersonen nur geringfügige Verbesserungen ihrer Gesundheit erfahren (Bevölkerungsstrategie). Umgekehrt bringt die Präventionsmaßnahme bei einer kleinen Hochrisikogruppe mit stark erhöhtem Blutdruck, die durch die Intervention stark profitiert, keinen vergleichbar großen Effekt für die Gesamtbevölkerung (Hochrisikostrategie). Strategien, deren Maßnahmen auf die gesamte Bevölkerung zielen, führen zu hoher Interferenz mit Nicht-Betroffenen, während Hochrisikostrategien zumeist starke Einschränkungen für besonders betroffene Gruppen bedeuten, aber eine höhere Akzeptanz erzielen. Frohlich und Potvin kritisieren in diesem Zusammenhang, dass bevölkerungsbasierte Strategien zu einem "inequality paradox" führen können, da sie für benachteiligte Gruppen soziale und gesundheitliche Ungleichheiten verstärken und verschlimmern können, anstatt positiv zu wirken.
Als Lösung des Präventionsparadoxons wird in der Sozialmedizin die Austarierung der Prävention zwischen Bevölkerungsstrategie und Hochrisikostrategie angesehen. Auch die World Health Organization weist auf eine notwendige Balance zwischen Bevölkerungs- und Teilpopulationsstrategie (BS) und Hoch-Risiko-Strategie (HRS) hin.
Ein anderes Verständnis des Präventionsparadoxons ist die sinkende Akzeptanz von Impfungen, bis hin zur offenen Feindschaft gegenüber Impfungen, bei gleichzeitig geringen bis gar keinen Ausbrüchen der Krankheit, gegen die vorsorglich geimpft werden soll. Das Gesundheitsrisiko der Erkrankung ist dabei, durch seine fehlende klinische Erscheinung, nicht im Bewusstsein der Bevölkerung. Dadurch kann es paradoxerweise, trotz Erfolg der Präventionsmaßnahme, zu fehlender Akzeptanz derselben kommen.
Während der COVID-19-Pandemie wurde der Begriff „Präventions-Paradox“ von Christian Drosten und anderen verwendet, um die Situation zu beschreiben, dass ein Teil der Bevölkerung den Nutzen von Maßnahmen anzweifelt, die von Regierungen zur Verhinderung der Ausbreitung der Pandemie getroffen wurden, mit der Begründung, eine prophezeite Ausbreitung des Virus habe nicht stattgefunden (siehe auch selbstzerstörende Prophezeiung). Das Paradox bestehe in der unzutreffenden Auffassung, dass die ergriffenen Präventionsmaßnahmen keine wesentliche Ursache für die Nicht-Ausbreitung jenes Virus seien, obwohl „nur so ein zu steiler Anstieg in Deutschland“ verhindert werden konnte. Da es keine Vergleichsgruppe mit einem „natürlichen Verlauf“ der Epidemie ohne Präventionsmaßnahmen gäbe, bliebe deren Bewertung teilweise spekulativ und ermögliche keinen direkten Nachweis der Kausalität zwischen Prävention und Ausbleiben eines prophezeiten Geschehens.